# 慈光歌
《慈光歌》是一首著名的基督教歌曲，约翰·戴可仕作曲。歌词取自若望·亨利·纽曼的一首名为《云柱》的诗歌，“云柱”一词典出《出埃及记》，乃上帝引领以色列人出埃及的场景，暗合诗歌祈求上帝指引之意。中文译文由传教士刘廷芳于1933年翻译，后被选入《赞美诗（新编）》。}1975年，蒋中正病逝，基于其基督教背景，当局要求电台播放《慈光歌》，因此该歌也成为了台湾威权时代的集体记忆之一。